# Guvernul Ion Ciubuc (1)
Primul guvern Ciubuc a fost un cabinet de miniștri care a guvernat Republica Moldova în perioada 24 ianuarie 1997 - 22 mai 1998.

## Formarea primului guvern Ciubuc
La data de 16 ianuarie 1997, prin Decret al președintelui Petru Lucinschi, domnul Ion Ciubuc a fost desemnat în calitate de candidat pentru funcția de Prim-ministru și a fost autorizat să întocmească programul de activitate și lista Guvernului și să le prezinte, în termen de 15 zile, Parlamentului pentru examinare în conformitate cu prevederile Constituției Republicii Moldova și ale Regulamentului Parlamentului.
La data de 24 ianuarie 1997, noul guvern primește votul de încredere acordat de Parlament. De asemenea a fost aprobat și programul de guvernare. Membrii guvernului depun jurământul de credință în prezența președintelui Petru Lucinschi.

## Componența cabinetului
| Minister                                                                     | Nume               | Portret                                                             | În funcție din   | Până la           |
| ---------------------------------------------------------------------------- | ------------------ | ------------------------------------------------------------------- | ---------------- | ----------------- |
| Prim-ministru                                                                | Ion Ciubuc         |                                                                     | 24 ianuarie 1997 | 22 mai 1998       |
| Viceprim-miniștri                                                            |                    |                                                                     |                  |                   |
| Viceprim-ministru                                                            | Valeriu Bulgari    |                                                                     | 24 ianuarie 1997 | 22 mai 1998       |
| Viceprim-ministru, Ministru al Economiei și Reformelor                       | Ion Guțu           |                                                                     | 24 ianuarie 1997 | 22 mai 1998       |
| Miniștri                                                                     |                    |                                                                     |                  |                   |
| Ministru de Stat                                                             | Nicolae Cernomaz   |                                                                     | 24 ianuarie 1997 | 22 mai 1998       |
| Ministru al Afacerilor Externe                                               | Mihai Popov        |                                                                     | 24 ianuarie      | 24 iulie 1997     |
| Ministru al Afacerilor Externe                                               | Nicolae Tăbăcaru   |                                                                     | 28 iulie 1997    | 22 mai 1998       |
| Ministru al Finanțelor                                                       | Valeriu Chițan     |                                                                     | 24 ianuarie 1997 | 22 mai 1998       |
| Ministru al Agriculturii și Alimentației                                     | Gheorghe Lungu     |                                                                     | 24 ianuarie 1997 | 22 mai 1998       |
| Ministru al Învățămîntului, Tineretului și Sportului                         | Iacov Popovici     |                                                                     | 24 ianuarie 1997 | 22 mai 1998       |
| Ministru al Sănătății                                                        | Mihai Magdei       |                                                                     | 24 ianuarie 1997 | 22 mai 1998       |
| Ministru al Muncii, Protecției Sociale și Familiei                           | Dumitru Nidelcu    |                                                                     | 24 ianuarie      | 30 decembrie 1997 |
| Ministru al Muncii, Protecției Sociale și Familiei                           | Vasile Vartic      |                                                                     | 22 ianuarie      | 22 mai 1998       |
| Ministru al Culturii                                                         | Ghenadie Ciobanu   | Ghenadie Ciobanu (15524640856) (cropped)                            | 24 ianuarie 1997 | 22 mai 1998       |
| Ministru al Justiției                                                        | Vasile Sturza      |                                                                     | 24 ianuarie 1997 | 22 mai 1998       |
| Ministru al Afacerilor Interne                                               | Mihail Plămădeală  |                                                                     | 24 ianuarie 1997 | 22 mai 1998       |
| Ministru al Comunicațiilor și Informaticii                                   | Ion Casian         |                                                                     | 24 ianuarie 1997 | 22 mai 1998       |
| Ministru al Apărării                                                         | Valeriu Pasat      | Valeriu Pasat – Defense.gov News Photo 980129-D-9880W-008 (cropped) | 24 ianuarie 1997 | 22 mai 1998       |
| Ministru al Securității Naționale                                            | Tudor Botnaru      |                                                                     | 24 ianuarie 1997 | 22 mai 1998       |
| Ministru al Transporturilor și Gospodăriei Drumurilor                        | Vasile Iovv        |                                                                     | 24 ianuarie 1997 | 22 mai 1998       |
| Ministru al Industriei și Comerțului                                         | Grigore Triboi     |                                                                     | 24 ianuarie      | 28 mai 1997       |
| Ministru al Industriei și Comerțului                                         | Gheorghe Cucu      |                                                                     | 28 mai 1997      | 22 mai 1998       |
| Ministru al Dezvoltării Teritoriului, Construcțiilor și Gospodăriei Comunale | Mihai Severovan    |                                                                     | 24 ianuarie 1997 | 22 mai 1998       |
| Ministru al Privatizării și Administrării Proprietății de Stat               | Ceslav Ciobanu     |                                                                     | 24 ianuarie      | 10 iunie 1997     |
| Ministru al Privatizării și Administrării Proprietății de Stat               | Iurie Badâr        |                                                                     | 10 iunie 1997    | 22 mai 1998       |
| Membru ex-officio                                                            |                    |                                                                     |                  |                   |
| Guvernator (Bașcan) al UTA Găgăuzia                                          | Gheorghe Tabunșcic |                                                                     | 24 ianuarie 1997 | 22 mai 1998       |

## Legături externe
- Decretul nr. 12 din 25 ianuarie 1997 privind numirea Guvernului Arhivat în 25 mai 2022, la Wayback Machine.
- Programul de activitate al Guvernului Republicii Moldova pe anii 1997-1998
- Guvernul Ciubuc (1) Arhivat în 24 iunie 2015, la Wayback Machine. @ interese.md

| Precedat(ă) de: Guvernul Andrei Sangheli (2) | Guvernul Ion Ciubuc (1) 24 ianuarie 1997 - 22 mai 1998 | Succedat(ă) de: Guvernul Ion Ciubuc (2) |